# Meilleur joueur NCAA par le Sporting News (MVP)
Le trophée du meilleur joueur de la NCAA par le Sporting News (MVP) (en anglais, Sporting News College Football Player of the Year) est un trophée décerné au meilleur joueur de la saison de football américain universitaire par l'hebdomadaire sportif américain Sporting News. 
Il est décerné la première fois en 1942.

## Palmarès
Oklahoma et Ohio State détiennent le record du nombre de trophées remportés (8) par un de leurs joueurs. 
| Saison | Vainqueur            | Équipe         |
| ------ | -------------------- | -------------- |
| 1942   | Frank Sinkwich       | Georgia        |
| 1943   | Angelo Bertelli      | Notre Dame     |
| 1944   | Les Horvath (en)     | Ohio State     |
| 1945   | Doc Blanchard (en)   | Army           |
| 1946   | Glenn Davis          | Army           |
| 1947   | John Lujack (en)     | Notre Dame     |
| 1948   | Doak Walker          | SMU            |
| 1949   | Leon Hart            | Notre Dame     |
| 1950   | Vic Janowicz (en)    | Ohio State     |
| 1951   | Dick Kazmaier (en)   | Princeton      |
| 1952   | Billy Vessels (en)   | Oklahoma       |
| 1953   | John Lattner (en)    | Notre Dame     |
| 1954   | Howard Cassady (en)  | Ohio State     |
| 1955   | Howard Cassady (en)  | Ohio State     |
| 1956   | Tommy McDonald       | Oklahoma       |
| 1957   | John David Crow (en) | Texas A&M      |
| 1958   | Billy Cannon         | LSU            |
| 1959   | Billy Cannon         | LSU            |
| 1960   | Joe Bellino (en)     | Navy           |
| 1961   | Bob Ferguson (en)    | Ohio State     |
| 1962   | Terry Baker          | Oregon State   |
| 1963   | Roger Staubach       | Navy           |
| 1964   | Dick Butkus          | Illinois       |
| 1965   | Donny Anderson       | Texas Tech     |
| 1965   | Jim Grabowski        | Illinois       |
| 1966   | Steve Spurrier (en)  | Florida        |
| 1967   | Gary Beban (en)      | UCLA           |
| 1968   | O. J. Simpson        | USC            |
| 1969   | Steve Owens (en)     | Oklahoma       |
| 1970   | Jim Plunkett         | Stanford       |
| 1971   | Ed Marinaro (en)     | Cornell        |
| 1971   | Pat Sullivan (en)    | Auburn         |
| 1972   | Bert Jones (en)      | LSU            |
| 1973   | John Hicks           | Ohio State     |
| 1974   | Archie Griffin       | Ohio State     |
| 1975   | Archie Griffin       | Ohio State     |
| 1976   | Tony Dorsett         | Pittsburgh     |
| 1977   | Earl Campbell        | Texas          |
| 1978   | Billy Sims           | Oklahoma       |
| 1979   | Charles White        | USC            |
| 1980   | Hugh Green           | Pittsburgh     |
| 1981   | Marcus Allen         | USC            |
| 1982   | Herschel Walker      | Georgia        |
| 1983   | Mike Rozier (en)     | Nebraska       |
| 1984   | Doug Flutie          | Boston College |
| 1985   | Bo Jackson           | Auburn         |
| 1986   | Vinny Testaverde     | Miami (FL)     |
| 1987   | Tim Brown            | Notre Dame     |
| 1988   | Barry Sanders        | Oklahoma State |
| 1989   | Darian Hagan (en)    | Colorado       |
| 1990   | Raghib Ismail (en)   | Notre Dame     |
| 1991   | Desmond Howard       | Michigan       |
| 1992   | Marvin Jones         | Florida State  |
| 1993   | Charlie Ward         | Florida State  |
| 1994   | Rashaan Salaam       | Colorado       |
| 1995   | Tommy Frazier (en)   | Nebraska       |
| 1996   | Danny Wuerffel       | Florida        |
| 1997   | Charles Woodson      | Michigan       |
| 1998   | Ricky Williams       | Texas          |
| 1999   | Ron Dayne (en)       | Wisconsin      |
| 2000   | Chris Weinke         | Florida State  |
| 2001   | Eric Crouch (en)     | Nebraska       |
| 2002   | Carson Palmer        | USC            |
| 2003   | Jason White          | Oklahoma       |
| 2004   | Alex Smith           | Utah           |
| 2005   | Reggie Bush          | USC            |
| 2006   | Troy Smith           | Ohio State     |
| 2007   | Tim Tebow            | Florida        |
| 2008   | Graham Harrell       | Texas Tech     |
| 2008   | Sam Bradford         | Oklahoma       |
| 2008   | Colt McCoy           | Texas          |
| 2009   | Mark Ingram Jr.      | Alabama        |
| 2010   | Cam Newton           | Auburn         |
| 2011   | Robert Griffin III   | Baylor         |
| 2012   | Johnny Manziel       | Texas A&M      |
| 2013   | Jameis Winston       | Florida State  |
| 2014   | Marcus Mariota       | Oregon         |
| 2015   | Baker Mayfield       | Oklahoma       |
| 2016   | Lamar Jackson        | Louisville     |
| 2017   | Baker Mayfield       | Oklahoma       |
| 2018   | Tua Tagovailoa       | Alabama        |
| 2019   | Joe Burrow           | LSU            |
| 2020   | DeVonta Smith        | Alabama        |
| 2021   | Bryce Young          | Alabama        |